# دخمه‌های زرتشتی شوشتر
از این نوع دخمه‌ها در شوشتر بسیار است و مربوط هستند به پیش از اسلام که اموات را در دخمه‌ها دفن می‌نمودند. دخمه‌ها را در دیوارهٔ کوه‌ها و صخره‌ها حفر می‌کرده‌اند و به آن‌ها استودان یا خرف خانه هم اطلاق می‌شود.